# Аматриче
Аматрѝче (на италиански: Amatrice, на местен диалект l'Amatrici, л'Аматричи) е малко градче и община в Централна Италия, провинция Риети, регион Лацио. Разположено е на 955 m надморска височина. Населението на общината е 2646 души (към 2011 г.).
В 24 август 2016 г. градчето е ударено от силно земетресение с магнитуд 6,2, което разрушава почти половина на селището. В Аматриче жервите са 230